# August Löning
Maria August Heinrich Wilhelm Löning (* 27. Januar 1889 in Meppen; † 12. Oktober 1966 in Lathen) war ein deutscher Politiker (CDU) und Mitglied des Niedersächsischen Landtages.

## Biografie
August Löning war ein Sohn des Textilkaufmanns Heinrich Löning. Nach dem Gymnasium in Meppen besuchte er eine landwirtschaftliche Oberschule in Kleve. Er absolvierte dann eine kaufmännische Lehre und unternahm ausgedehnte Reisen in das Ausland. In Lathen gründete er 1922 ein Geschäft für Manufakturwaren.

Im Ersten Weltkrieg war Löning zunächst auf Helgoland stationiert. Hier lernte er den Berliner Kaiserlichen Marinemaler Ludwig Kath kennen, einen Maler, der später oft zum Arbeiten ins Emsland kam. Bei der Familie Löning genoss er dann einige Wochen kostenlose Ferien. 1916 beantragte Löning als Artillerie-Maat der Reserve seine Versetzung nach Flandern, die ihm auch gewährt wurde. Während der Kriegsereignisse wurde er im Schützengraben verschüttet und bewusstlos entdeckt. Noch Jahre später litt er unter diesem traumatischen Erlebnis.
Löning war sensibler und künstlerisch begabter Mann, der als Mäzen auch Künstler unterstützte. Insbesondere setzte er sich in Lathen für den mittellosen emsländischen Bildhauer und Dichter Bernhard Heller, genannt Hellerbernd, ein. Für ein paar Jahre, etwa bis 1930, lebte der Bildhauer und Dichter in der Familie seines Freundes Löning. Dann konnte er eine eigene Werkstatt einrichten, in der er auch wohnte. 
Löning wurde im Zweiten Weltkrieg erneut eingezogen und erlebte als Kapitänleutnant das Kriegsende in Wilhelmshaven.
Löning gehörte vom 15. Mai 1947 bis zum 31. Dezember 1958 der Vollversammlung der Industrie- und Handelskammer Osnabrück an. Er betätigte sich dabei in mehreren Ausschüssen.
 
Er war 1951 Gründer und der erste Vorsitzende des Kreisheimatvereins Aschendorf-Hümmling bis Ende September 1966. Hier setzte er sich besonders ein für die Renovierung und Erhaltung von Mühlen, so für die damals marode Hüvener Mühle, ein.
 
Über ein Jahrzehnt gehörte der auch dem Vorstand des Emsländischen Heimatvereins, heute Emsländischer Heimatbund, an.
Löning war befreundet mit den westfälischen Schriftstellern Karl Wagenfeld und Friedrich Castelle. Er selbst veröffentlichte einige lyrische Bände sowie etliche Gedichte. Seit 1948 engagierte er sich in der Emslandske Sellskupp. In ihr hatten sich bekannte emsländischen Dichter – vor allem Pädagogen – zusammengeschlossen.
Er war katholisch und heiratete 1922 Johanna Kock aus Emsbüren. Die Eheleute hatten fünf Kinder.

### Politik
Im November 1945 zählte er zu den elf Gründungsmitgliedern der CDU im Kreis Aschendorf-Hümmling, wo früher die Zentrumspartei noch sehr stark war. Er gehörte zum 1945 von den Briten ernannten Kreistag und gehörte ab 1946 dem einflussreichen Kreisausschuss an. Als 1947 der örtliche Landtagsabgeordnete, Landrat Wilhelm Borgmann, überraschend starb, wurde Löning in der Ersatzwahl sein Nachfolger. Er war im Kreis Aschendorf/Ems-Hümmling bis 1966 CDU-Kreisvorsitzender und seit 1946 Mitglied des Kreistages.
Löning war vom 16. November 1947 bis 30. April 1951 Mitglied des Niedersächsischen Landtages (1. Wahlperiode) und vom 6. Mai 1955 bis 5. Mai 1963 (3. und 4. Wahlperiode). Er war seit dem 28. März 1951 und vom 9. Mai 1955 bis 5. Mai 1959 Mitglied der DP/CDU-Fraktion.
Zu seinem 70. Geburtstag erhielt Löning im Januar 1959 das Verdienstkreuz Erster Klasse des Verdienstordens der Bundesrepublik Deutschland.

## Werke
- Der See im Moor, in: Heimat-Kalender 1925. Hrsg. vom Kreise Meppen, 1. Jg., Meppen (o. J.), S. 22. Darin weiterhin: Das Hünengrab, S. 30, Gute Nacht, S. 41, Der Ahnenhof, S. 57, Das zweite Gesicht, S. 67; Heideheimat, S. 79.
- O Heimat; Hinauf, Heimweh (Gedichte), in: Emslandbuch. Ein Heimatbuch für die Kreise Meppen, Aschendorf, Hümmling 1928, (Meppen 1927), S. 21, 67. Darin weiterhin: Sechs Heidelieder, S. 88.
- Westerlohmühlen (Gedicht), in: Emslandske Sellskup Heft 2/3, Meppen 1950 (ohne Seitenzählung).
- Föhrenklage (Gedicht), in: Emslandkalender 1953, Meppen 1952, S. 84.
- Heimat, schöne Heimat. Aus Heide und Moor. Lyrik und Prosa, Lathen (1954).
- Die Geschichte einer alten emsländischen Kaufmannsfamilie [Löning], in: Jahrbuch des Emsländischen Heimatvereins Bd. 2, (Meppen 1954), S. 137–145.
- Herbst, Lathen (um 1961).
- Herbstnebel, Lathen 1961.
- Was das Tagebuch meines Urgroßvaters zu berichten weiß, Lathen 1961.
- Das Tagebuch meines Urgroßvaters, in: Jahrbuch des Emsländischen Heimatvereins, Bd. IX, Meppen 1962, S. 106–111. Auch erschienen als Sonderdruck aus dem Jahrbuch, Meppen 1963.
- Mit Wagenfeld und Castelle durch Heide und Moor, Lathen 1962. Ebenso in: Jahrbuch des Emsländischen Heimatvereins, Bd. 19/1972, (Meppen o. J.), S. 93–96.
- Als Großvater noch lebte (Gedicht), in: Jahrbuch des Emsländischen Heimatvereins, Bd. 14/1967, o.O.u.J., S. 120.
- Der Geisterkampf (Gedicht), in: Jahrbuch des Emsländischen Heimatvereins, Bd. 15/1968, o.O.u.J., S. 105.